# Carole (danse)
Pour les articles homonymes, voir Carole.

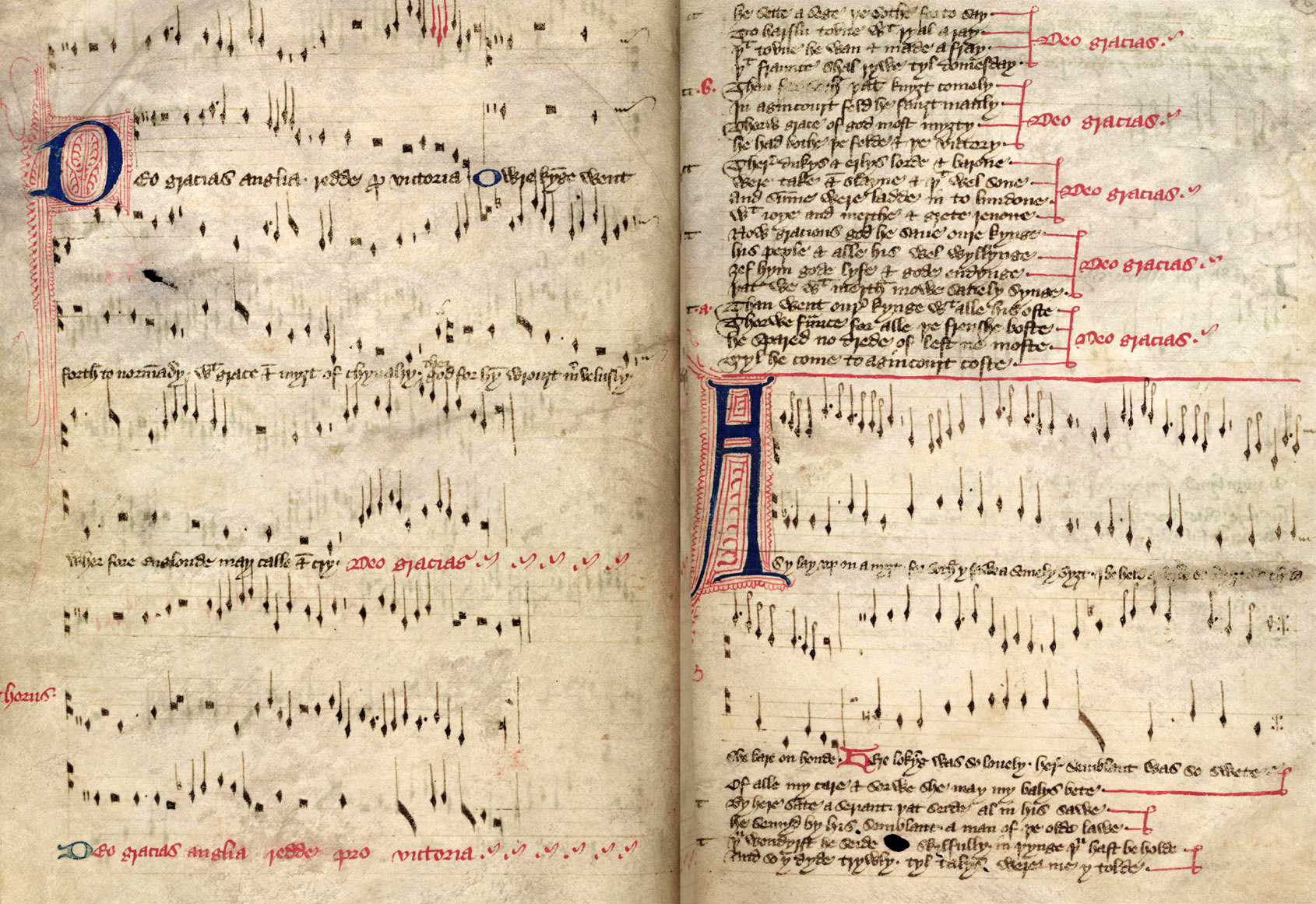
La carole d'Azincourt (XVe siècle).

La carole est une famille de danses d'Europe populaires et collectives très répandues dans la seconde moitié du Moyen Âge. Une carole se danse sur des chansons festives et populaires, plus rarement religieuses. La danse se présente généralement sous forme de ronde ; mais aussi parfois en chaîne, ce qui suggère que la farandole peut être à l'origine une variante de carole, et rapproche celle-ci de la tresque (même dans les textes anciens)
.
Une carole mélange danseurs et danseuses, même si les femmes y occupent une place prépondérante[réf. souhaitée]. L'initiative de commencer la carole leur appartient, et ce sont elles qui chantent pour mener la danse. Les caroles accompagnées aux instruments de musique sont plus rarement attestées[réf. souhaitée].
Le terme carole apparaît dès le XIIe siècle dans les textes historiques. Malheureusement, ceux-ci ne fournissent aucune information sur la qualité de mouvement, les pas, ou le style de la danse. Extrapoler sur la base des danses postérieures, notamment le branle qui prend la suite de la carole comme danse populaire collective en rond, reste très hypothétique.